# Oleksandr Slobodjan

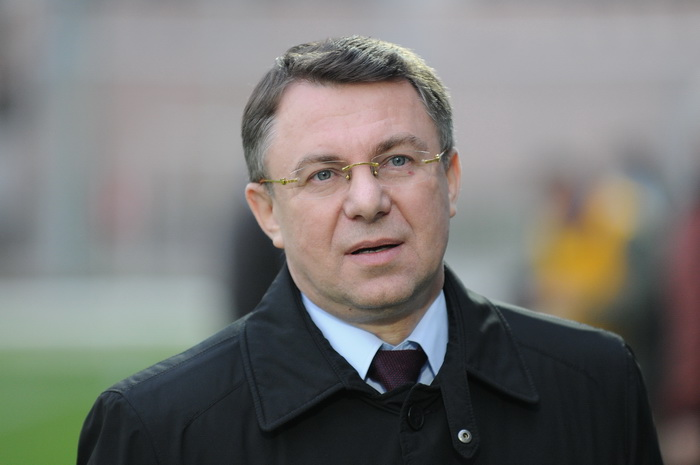
Oleksandr Slobodjan 2012

Oleksandr Wjatscheslawowytsch Slobodjan (ukrainisch Олександр В'ячеславович Слободян; * 21. Februar 1956 in Ternopil, Ukrainische SSR) ist ein ukrainischer Unternehmer, Politiker und Fußballfunktionär.

## Leben
Oleksandr Slobodjan studierte von 1973 bis 1978 Ingenieur-Ökonomie an der Nationalen Universität für Nahrungstechnologie in Kiew (Націона́льний університе́т харчови́х техноло́гій (НУХТ)) Danach leistete er bis 1980 in Belarus seinen Wehrdienst in der Sowjetarmee ab und begann im Anschluss bei der Obolon-Brauerei in gleichnamigen Kiewer Bezirk eine Karriere, in der er es 1989 zum Generaldirektor und im März 1993 zum Vorstandsvorsitzenden des Unternehmens brachte. Außerdem ist Slobodjan seit 1998 der Vereinspräsident des in der ukrainischen zweiten Liga spielenden Kiewer Fußballvereins FK Obolon Kiew.
Oleksandr Slobodjan war von März 1998 bis April 2006 und von November 2007 bis Dezember 2012 als Mitglied der Partei Unsere Ukraine (Наша Україна) Abgeordneter der Werchowna Rada, dem ukrainischen Parlament.

## Privates
Oleksandr Slobodjan ist verheiratet und Vater einer Tochter (* 1981) und zweier Söhne (* 1986 und 1997). Seine Freizeit verbringt er mit Fußball, Tischtennis, Schach, Angeln und Skifahren.

## Ehrungen
Oleksandr Slobodjan erhielt zahlreiche Ehrungen. Darunter:
- ukrainischer Verdienstorden 1. Klasse (August 2006), 2. Klasse (Mai 2005), 3. Klasse (März 1997)[5]
- Orden des Heiligen Wladimir des Großen (1998)[5]
- Ehrenbürger der Stadt Kiew (Juli 2006)[6]
- Top-Manager der Ukraine 2009[7]